# Clifford Mamba
Clifford Sibusiso Mamba (ur. 5 maja 1963 w Manzini) – suazyjski lekkoatleta, sprinter, uczestnik Letnich Igrzysk Olimpijskich 1984.
Podczas Igrzysk w Los Angeles Mamba biegał w eliminacjach biegów na 100 i 200 metrów.
Podczas eliminacji biegu na 100 metrów Mamba startował z pierwszego toru w piątym biegu eliminacyjnym. Z wynikiem 11,24 zajął ostatnie, 8. miejsce w swoim biegu, co w łącznej klasyfikacji dało mu 69. miejsce na 74 sklasyfikowanych zawodników (odpadł z rywalizacji o medale już w eliminacjach). Zaś podczas eliminacji biegu na 200 metrów, Mamba startował z ósmego toru w trzecim biegu eliminacyjnym. Czas jaki uzyskał to 22,76, lecz ten wynik starczył mu tylko do 8. miejsca, co w łącznej klasyfikacji dało mu 65. miejsce na 70 zawodników (podobnie jak na 100 metrów, odpadł w eliminacjach).